# Oczirbatyn Nasanburmaa
Oczirbatyn Nasanburmaa (mong. Очирбатын Насанбурмаа; ur. 14 kwietnia 1989 w Ułan Bator) – mongolska zapaśniczka w stylu wolnym. Olimpijka z Rio de Janeiro 2016, gdzie zajęła ósme miejsce w kategorii 69 kg.
Srebrna medalistka mistrzostw świata w 2018, a brązowa w 2008, 2011, 2013. Druga na igrzyskach azjatyckich w 2010 i piąta w 2018. Zdobyła cztery medale na mistrzostwach Azji, złoty w 2013.
Druga w Pucharze Świata w 2009; trzecia w 2010, 2012, 2013, 2015, 2017 i 2018; czwarta w 2011 i piąta w 2014. Trzecia w Pucharze Azji w 2003. Srebrny medal na uniwersjadzie w 2013. Srebro na mistrzostwach świata juniorów w 2008 i brąz w 2007 roku.